# T-90
O T-90 é um tanque de guerra de terceira geração desenvolvido pela Rússia. Ele entrou em produção em 1993, baseado num protótipo designado como T-88. O T-90 foi produzido pela Kartsev-Venediktov Design Bureau na Uralvagonzavod em Nizhny Tagil. O modelo de produção é baseado no largamente redesenhado T-72BM, com algumas partes da série T-80; o nome foi escolhido por causa das grandes perdas de tanques T-72 na Guerra do Golfo. As inovações do T-90 incluem uma nova geração de blindagem reativa explosiva Kontakt-5 na base e na torre.

## Desenvolvimento e produção

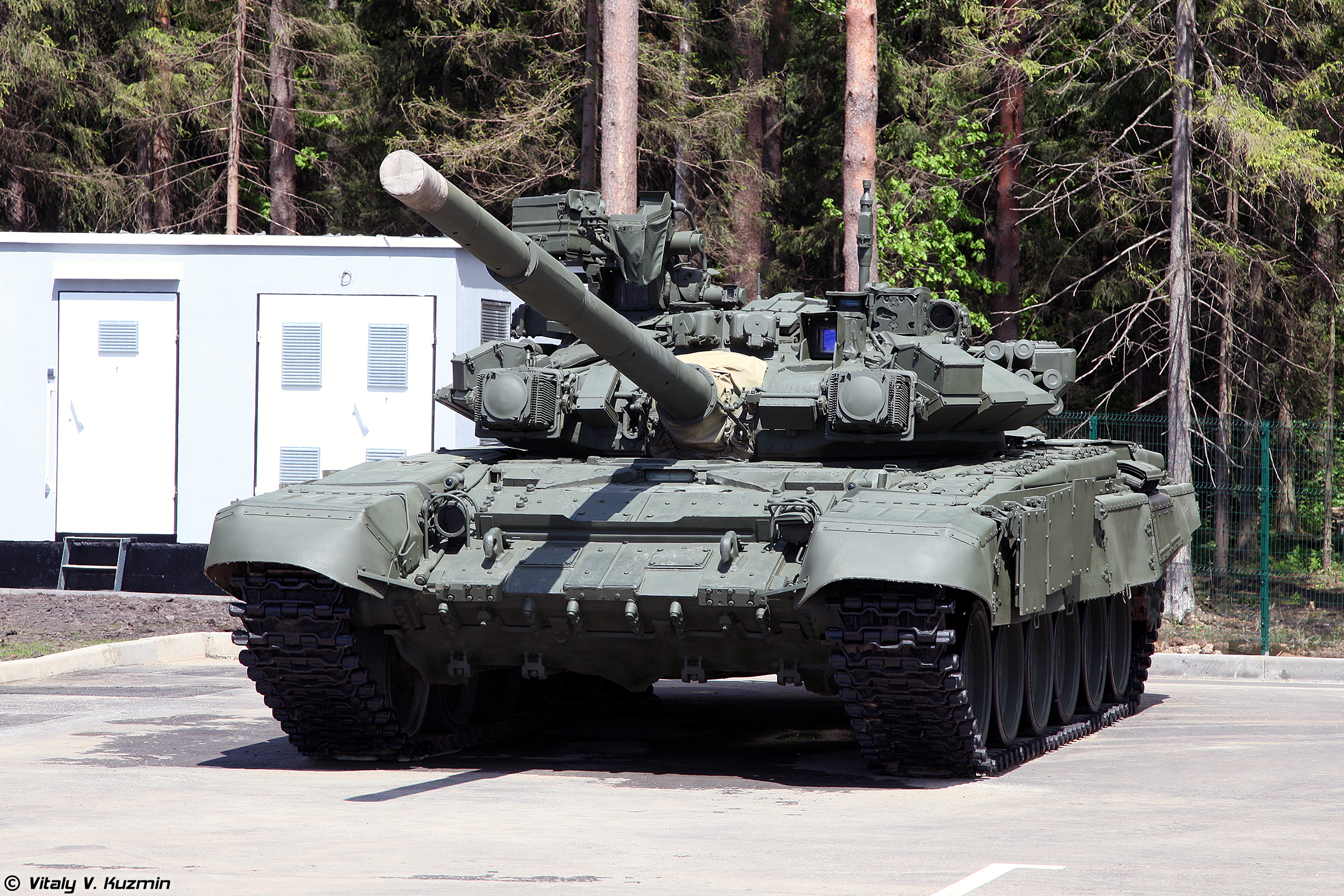
Um dos primeiros modelos do T-90, produzido em 1992

O T-90 foi desenvolvido a partir de um programa que visava criar um único tanque de guerra para substituir todos os modelos soviéticos da série T-64, T-72 e T-80. A plataforma do T-72 foi escolhida como base para a nova geração de tanques devido ao seu custo-benefício, simplicidade e qualidades automotivas. A fábrica da Uralvagonzavod em Nizhny Tagil foi responsável pelo trabalho de design e preparou duas propostas paralelas — o Obiekt 188, que foi uma atualização relativamente simples do tanque T-72B existente (Obiekt 184), e o mais avançado Obiekt 187 — apenas vagamente relacionado à série T-72 e incorporando grandes melhorias no design do casco e da torre, blindagem, motor e armamento. O trabalho de desenvolvimento foi aprovado em 1986 e os primeiros protótipos foram concluídos em 1988. Os veículos resultantes do programa Obiekt 187 não foram abertos ao público até esta data, permanecendo confidencial.
O Obiekt 188 foi projetado por um time sob comando de V.N. Venediktov. A maior mudança foi a integração do sistema de controle de disparo modelo 1A45, do T-80U. O Obiekt 188 foi inicialmente designado como o T-72BM. Os primeiros quatro deles foram entregues para testes em janeiro de 1989. Uma variante melhorada (chamado de T-72BU) foi entregue a partir de junho de 1990. Em março de 1991, o Ministério da Defesa soviético recomendou que o Exército adotasse o Obiekt 188. O trabalho no Obiekt 187 foi interrompido simultaneamente por razões desconhecidas.
Nos últimos anos da União Soviética, a construção de tanques despencou. A enorme planta de Chelyabinsk, em Kharkov, e a Fábrica Kirov, em Leningrado, pararam de produzir tanques de guerra a partir de 1989 e 1990, respectivamente. Nas duas fábricas de tanques restantes em Omsk e Nizhni-Tagil, os pedidos do Estado praticamente cessaram em 1992. Na mesma época, o Ministério da Defesa da Rússia decidiu que se comprometeria a produzir eventualmente apenas um tipo de tanque. Durante a década de 1980, os militares soviéticos encomendaram blindados T-64, T-72 e T-80, então em produção simultânea de empresas de design de tanques rivais. Embora todos os três tanques tivessem características semelhantes, cada um exigia componentes diferentes, o que contribuía para a carga logística complicada para o exército. A performance ruim das versões atualizadas do T-80 geraram grandes críticas a respeito dos designs de blindados soviéticos. Em janeiro de 1996, o coronel-general Aleksandr Galkin, chefe do Diretório de Blindados do Ministério da Defesa da Rússia, disse que as Forças Armadas russas eliminariam gradualmente a produção do T-80 em favor do T-90 (Galkin inverteu sua posição no final daquele ano, alegando que o T-80U era um tanque superior). A produção do T-80 em Omsk persistiu até 2001, principalmente para o mercado de exportação.

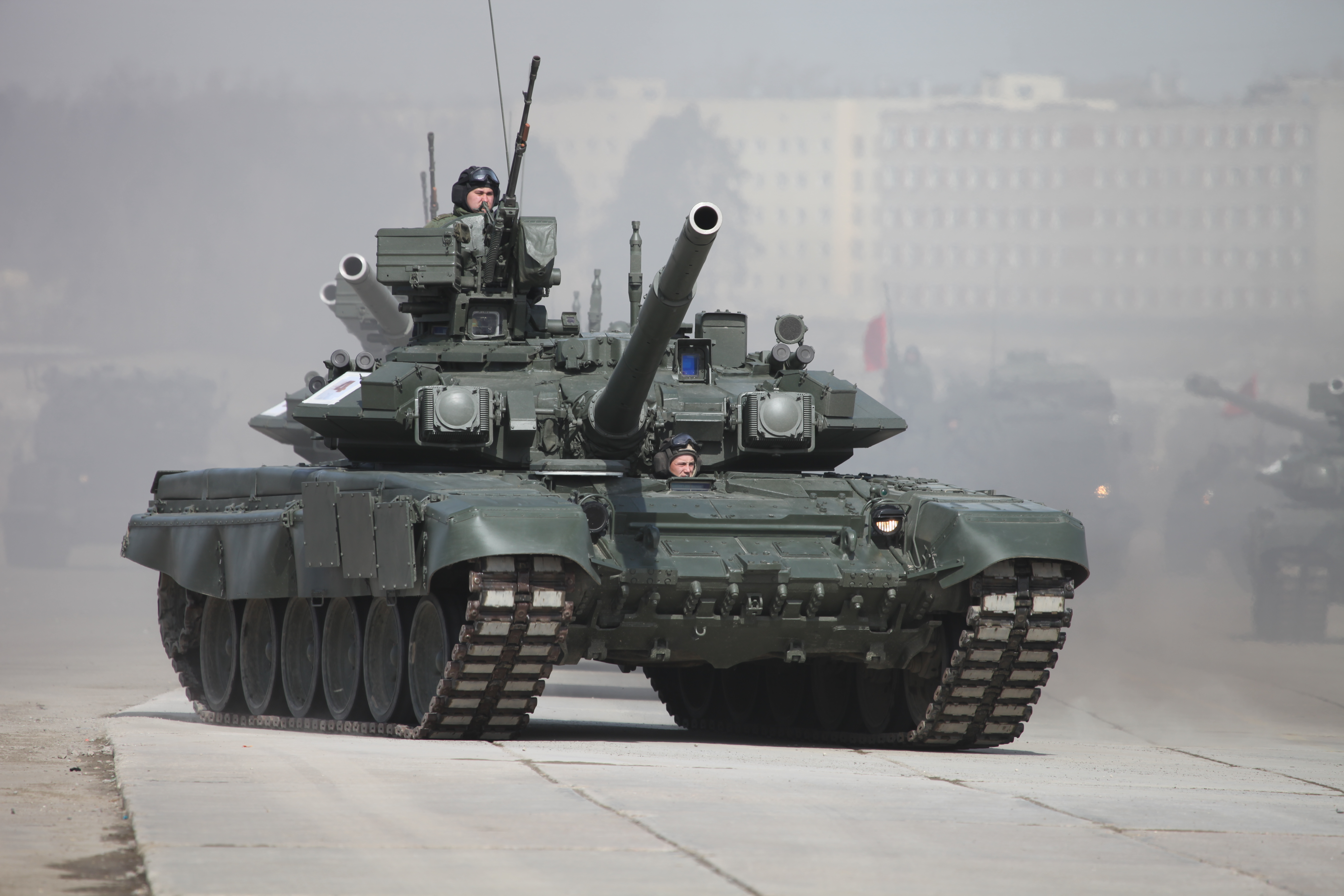
Um T-90A russo, em 2013

A principal atualização no T-90 era a incorporação de uma forma ligeiramente modificada do sistema de controle de incêndio 1A45T Irtysh mais sofisticado do T-80U e um motor multi-combustível V-84MS atualizado desenvolvendo 840 cv (618 kW). O T-90 foi produzido na fábrica da Uralvagonzavod em Nizhny Tagil, com produção de baixo nível sendo realizada desde 1992 e praticamente cessando no final da década de 1990 para o mercado interno. Cerca de 120 tanques T-90 foram entregues às Forças Terrestres Russas antes que a produção de uma versão atualizada fosse retomada em 2004. Enfrentando a redução dos pedidos domésticos, a Uralvagonzavod recebeu aprovação do governo russo para exportar o T-90 em meados da década de 1990. Os projetistas da Uralvagonzavod criaram uma nova torre soldada que ofereceu melhorias na proteção e no espaço interno no mesmo período. Em 1997, a Índia sinalizou interesse na compra do T-90 em resposta a aquisição pelo Paquistão de 320 T-80UD ucranianos. A fábrica indiana HVF, em Avadi (no leste de Tâmil Nadu), já fabricava o T-72 sob o nome de "Ajeya". No começo da década de 2000, a Índia começou a produzir sua variante do T-90S, chamado de Bhishma, que contava com várias melhorias, como um motor mais potente. Nos próximos dez anos, a produção de modelos do T-90 foram produzidos, ainda que em pequena escala, em fábricas russas. No começo da década de 2010, modelos foram exportados novamente (para Uganda, Síria e Iraque, por exemplo).
Em 2016, a fábrica de Krasnogorsk terminou de testar o sistema de visão noturna Irbis-K para o T-80U e o T-90, com as primeiras entregas planejadas para 2017. Conclusão do Irbis-K, o primeiro telureto de cádmio e mercúrio produzido na Rússia (o MCT), abordou uma desvantagem dos tanques russos em relação aos seus homólogos ocidentais. Na época, a maioria dos tanques russos eram inferiores tecnologicamente ao americano M1A2 Abrams, o britânico Challenger 2 e o alemão Leopard 2. O Irbis-K pode identificar alvos em alcances de até 3 240 metros durante o dia e a noite. As variantes T-90A e T-90M traziam sistemas de defesa mais aprimorados e sistemas computadorizados atualizados. O dispositivo de imagem térmica fabricado na Rússia não apenas significava que os tanques russos não precisariam mais ser equipados com peças estrangeiras, mas também indicava que a modernização completa do tanque era mais barata. A mira de visão térmica Irbis-K do novo artilheiro de tanque e o sistema combinado de mira e observação Agat-MDT do comandante podem ser fornecidos para a versão atualizada do T-90 (T-90M), substituindo o sistema ESSA pelo termovisor Catherine-FC da Thales.
Em 2010, estudos para a criação do T-95 foram abandonados e o programa OKR Armata foi introduzido para construir o novo blindado para o exército russo. Em 2012, o governo da Rússia afirmou que estava pausando a produção do T-90 para se focar no novo tanque de guerra, projetado para entrar no serviço ativo na década seguinte. Porém, a produção do T-14 Armata se provou complicada e absurdamente cara, o que forçou o exército a ressuscitar a produção do T-90M, que começaram a ser entregues em 2021.

## Histórico de combate

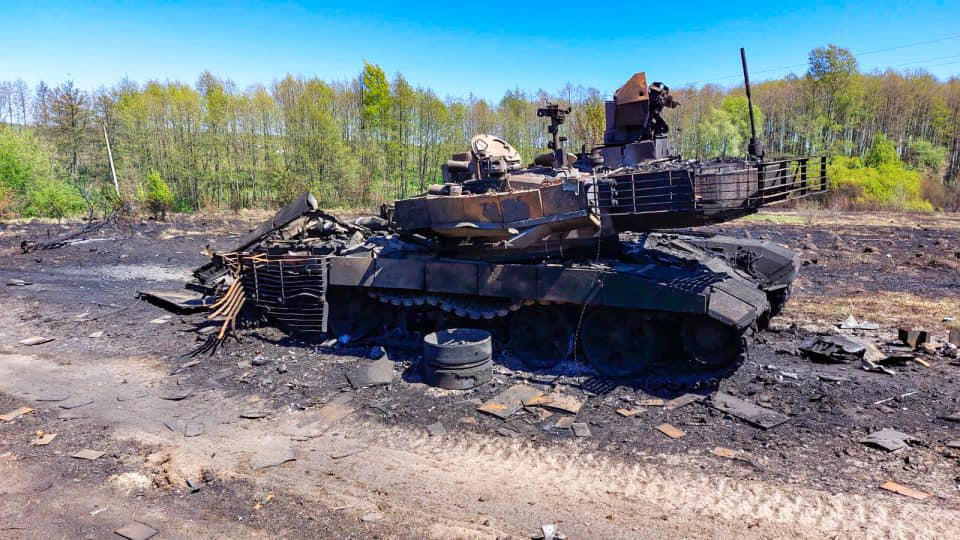
Um tanque Т-90M russo destruído em combate pelo exército ucraniano, no Oblast de Kharkiv, em 2022.

O T-90 sempre teve problemas com sua blindagem reativa, sendo mais frágil na região da sua torre. O governo russo contestou essa informação ainda na década de 1990, afirmando que a proteção do tanque era resistente contra armas anti-tanque, especialmente contra granadas lançadas por foguete (o RPG). Blindados T-90A foram colocados em situação de combate durante a Guerra Civil Síria pela Rússia e pelo governo sírio. A Síria reportou que, apenas em 2017, cinco T-90A foram removidos das linhas de frente após serem danificados por fogo anti-tanque inimigo.
O Azerbaijão utilizou seus T-90S durante a Guerra no Alto Carabaque em 2020. Um T-90 foi danificado e capturado pela Armênia. Pelo menos dois foram confirmados destruídos nas fases iniciais da guerra, sendo a primeira perda total comprovada do veículo de combate.
O T-90 viu serviço na guerra na Ucrânia desde seu começo. No verão de 2014, blindados T-90 da 136ª Brigada de Fuzileiros Motorizados de Guardas russo viram ação no conflito em Donbas.
Durante a Invasão da Ucrânia pela Rússia em 2022, a Rússia utilizou pela primeira vez em larga suas variantes mais modernas do T-90. Em solo ucraniano, os russos enfrentaram um exército moderno que detinha uma enorme variedade de armas anti-tanque (como o FGM-148 Javelin e o NLAW) e o resultado foi devastador. Os principais blindados da Rússia eram o T-72 e o T-80, com estes sofrendo pesadas baixas. O T-90 não fugiu dessa realidade. Foi confirmado, em maio, por exemplo, a destruição de modelos T-90M Proryv-3, que seriam a mais moderna variante de blindado que o exército russo podia colocar em campo. O Ministério da Defesa do Reino Unido, em sua "Atualização de Inteligência de Defesa" de 7 de maio, observou a destruição desses blindados: "Os tanques T-90M estão atualmente em serviço entre as unidades mais bem equipadas da Rússia", e apesar dos recursos avançados do T-90M: "permanecem vulneráveis se não forem apoiados por outros elementos de força".
Até agosto de 2024, o site de inteligência de código aberto Oryx confirmou visualmente a perda de 155 T-90 russos (quarenta e um T-90A, um T-90AK, dez T-90S e 103 T-90M). Vários destes veículos foram também capturados pelos ucranianos.

## Principais Utilizadores
Rússia
- Designação Local: T-90

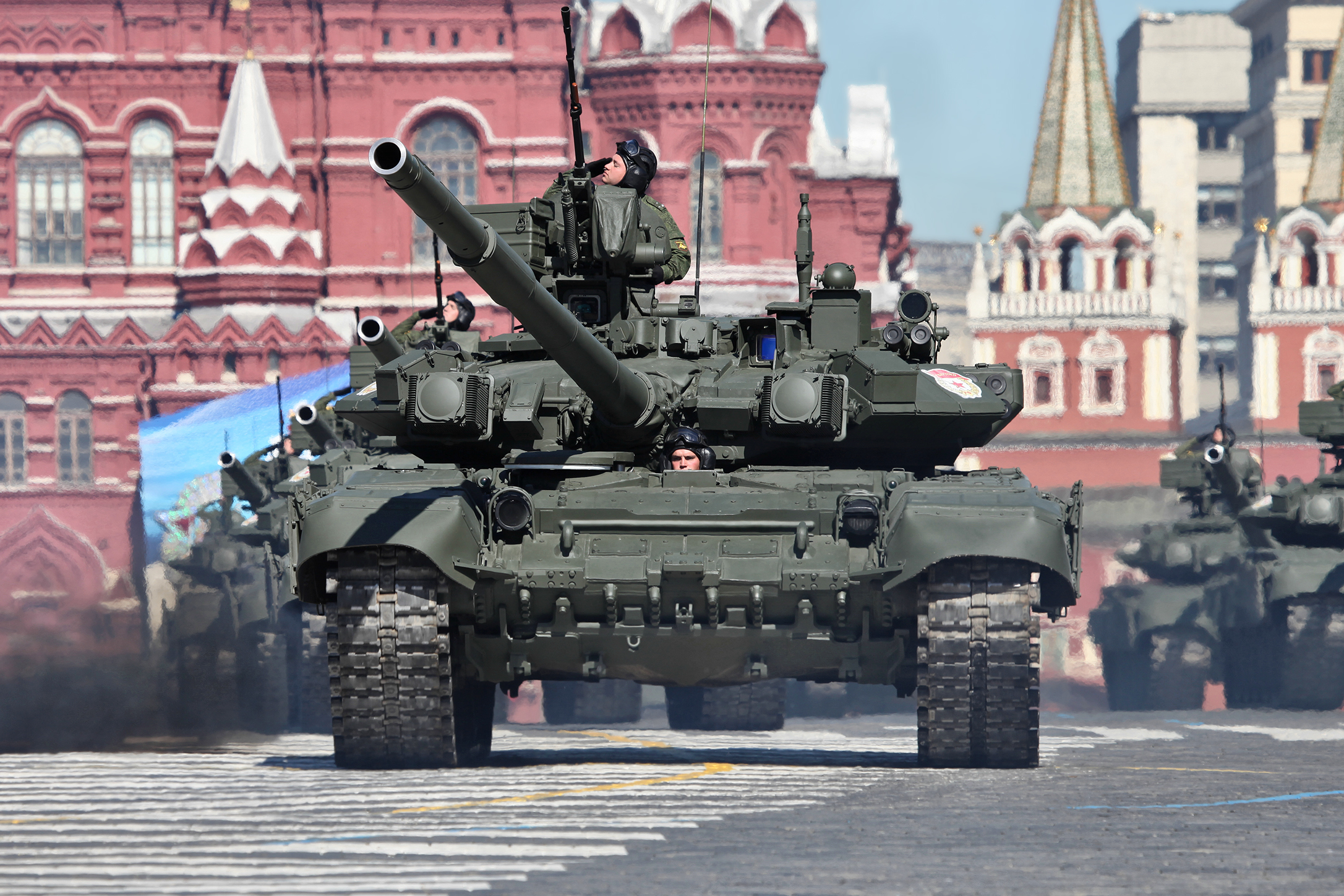
Parada do dia da Vitória de 2013 com tanques Т-90А russos

- Quantidade Máxima: 417 T-90/T-90A e T-90M no serviço ativo. Cerca de 200 T-90/T-90A e T-90M em estoque.[26]
- Situação operacional: Em serviço

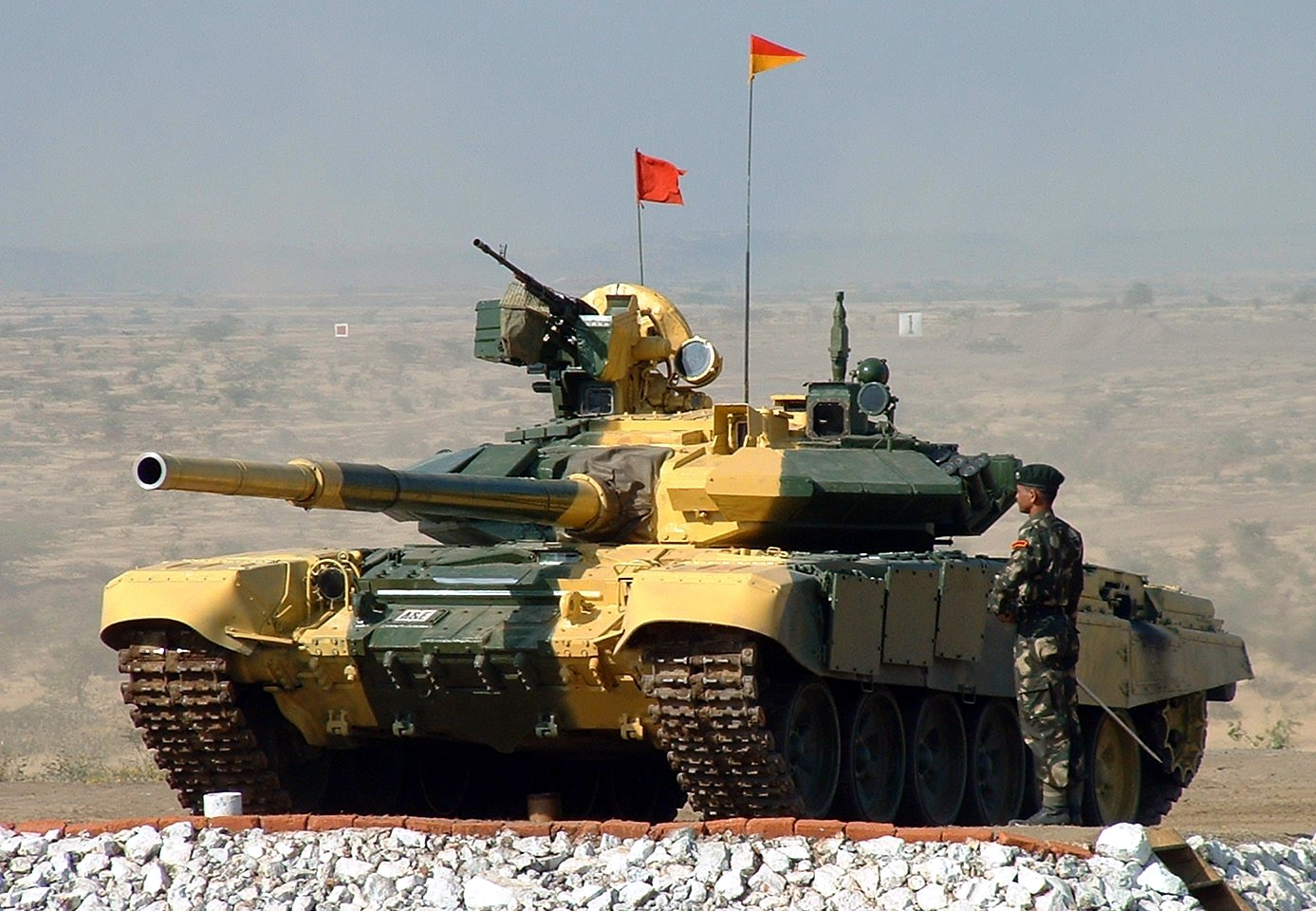
O T90S Bhishma do exercito indiano

Em 2010, a fábrica da Uralvagonzavod recebeu 18 bilhões de rublos (US$ 294 milhões de dólares) para entregar 261 unidades modernizadas do T-90 até 2010. Todas as versões do T-90 em estoque na Rússia e suas variantes foram postos para modernização para a versão T-90M, de 2020 a 2025. Entregas e encomendas de T-90M modernizados continuaram até 2022, mesmo apesar das sanções econômicas devido à Invasão da Ucrânia pela Rússia.

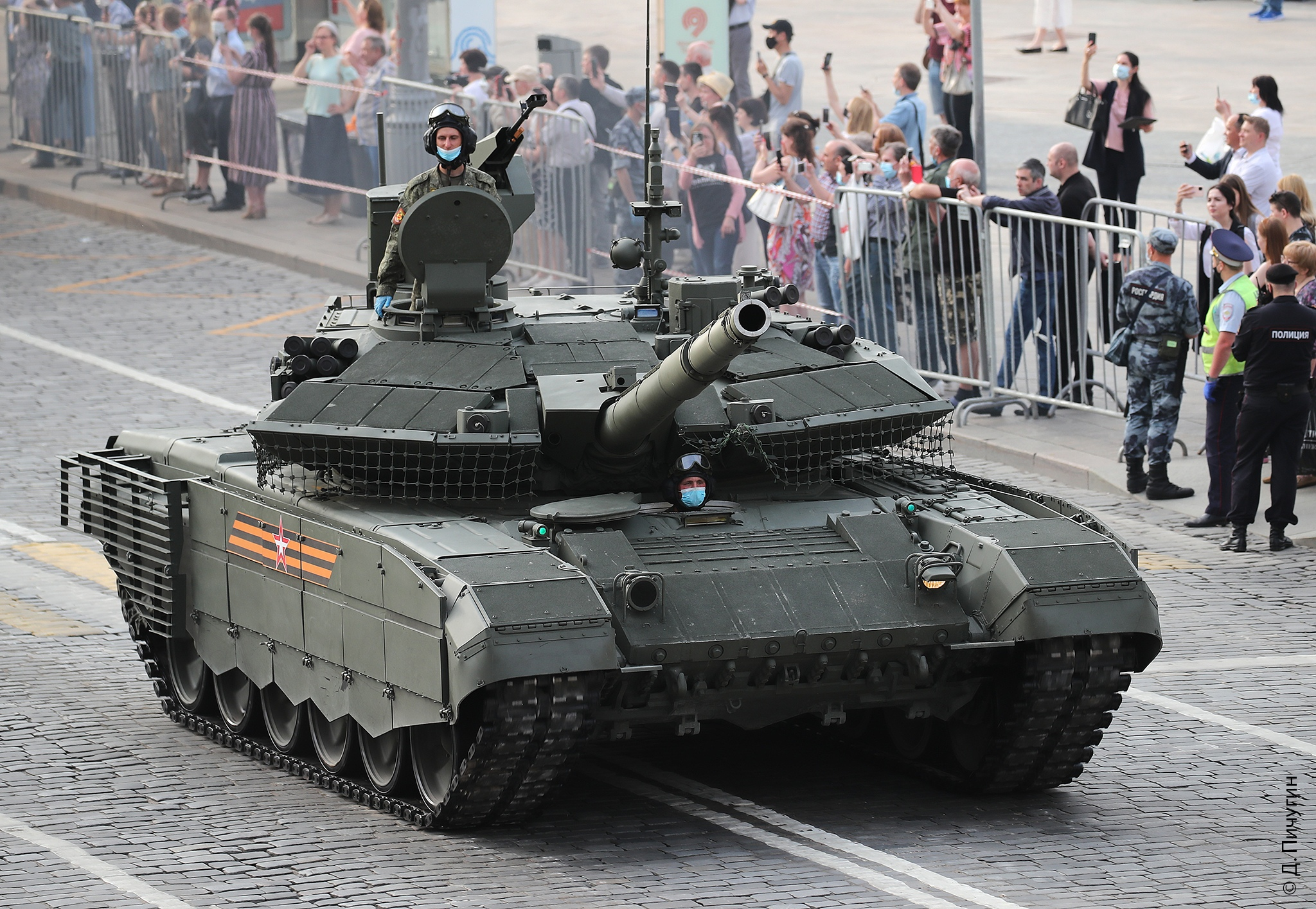
Um Т-90М russo

A Rússia tinha parado de produzir os tanques T-90 em favor da nova plataforma de combate Armata que está em baixa produção desde o fim de 2014. Porém, a partir de 2021, o complexo industrial militar russo retomou a produção de T-90M da variante moderna Proryv com o novo canhão 2A46M-5. A produção deste veículo, contudo, era lenta devido as sanções impostas contra a Rússia, que dificultava encontrar equipamento moderno no mercado internacional.
Até o agosto de 2024, o site Oryx (que utiliza apenas evidências visuais) confirmou que a Rússia perdeu cerca de 159 tanques T-90 (entre destruídos, danificados ou capturados pelos ucranianos) de diversas variantes, na guerra contra a Ucrânia.
 Índia
- Designação Local: T-90 - Bhishma
- Quantidade Máxima: 2 078
- Situação operacional: Em serviço

O contrato inicial para a compra de 310 "T-90S" foi assinado em 2001. Outro contrato foi firmado em 26 de outubro de 2006 para mais 347 tanques modelo T-90S. Um terceiro contrato foi acordado em dezembro de 2007 para mais 300 tanques T-90S atualizados. Um quarto contrato foi assinado para aquisição de 464 T-90S em novembro de 2019.
 Argélia
- Designação Local: T-90S
- Quantidade Máxima: 572[37]
- Situação operacional: 185 e 187 encomendados em 2014. Um número adicional de 200 T-90SA entregue em 2016.[38]

A Argélia encomendou, em 2006, cerca de 40 unidades deste carro de combate. A encomenda foi incluída num pacote que incluía vários tipos de armamentos. Posteriormente, notícias vindas a público referem a intenção por parte da Argélia de adquirir um total de até 180 tanques T-90S. Até ao momento não é clara a quantidade de carros de combate deste modelo adquiridas pela Argélia. O país opera vários tipos de carros de combate de origem russa como T-72 e T-54/T-55.

### Outros operadores
- Armênia – 10 a 30 T-90S entregues em 2016, após acordo com a OTSC.[39]
- Azerbaijão – 200 T-90S em serviço (alguns perdidos na Guerra no Alto Carabaque de 2022).[40]
- Iraque – 73 tanques T-90S/SK encomendados em 2016. Um segundo pedido foi feito em 2017. A soma total do contrato ultrapassou um bilhão de dólares americanos confirmados pelo assessor presidencial russo Vladimir Kozhin.[41][42][43][44] As entregas começaram em novembro de 2017.[45][46] As primeiras entregas foram confirmadas em fevereiro de 2018.[47] Cerca 75 tanques foram entregues em junho de 2018.[48] Duas outras encomendas foram entregues em abril de 2019.[49]
- Síria – O exército sírio do regime baathista empregou diversos tanques T-90 (modelos novos e antigos foram observados no teatro de operações) na 4ª Divisão Mecanizada, entregues pela Rússia para a operação no sul da província de Alepo (Outubro-dezembro de 2015).[50] Durante a guerra civil, dois tanques T-90 foram capturados por rebeldes do grupo Tahrir al-Sham e um pela organização Estado Islâmico. Outros 10 foram atingidos, mas reparáveis.[13] Em 2017, as forças armadas russas entregaram 40 tanques T-90A à Síria.[51]
- Turquemenistão – O Turcomenistão comprou 10 tanques T-90S em 2009 por aproximadamente 30 milhões de dólares.[52][53]
- Uganda – 44 T-90S no serviço ativo.[54][55][56]
- Ucrânia – Pelo menos dez tanques russos T-90A e dois T-90M foram capturados pelas forças armadas ucranianas durante a Guerra Russo-Ucraniana em 2022.[57][58]
- Vietname – Cerca de 64 T-90S/SK no serviço ativo.[59][41] Foi relatado que o primeiro lote de tanques foi enviado da Rússia no início de novembro de 2017.[60] O primeiro e o último T-90S chegaram ao Vietnã em janeiro e fevereiro de 2019, respectivamente.[61][62][63]

## Design

### Armamento

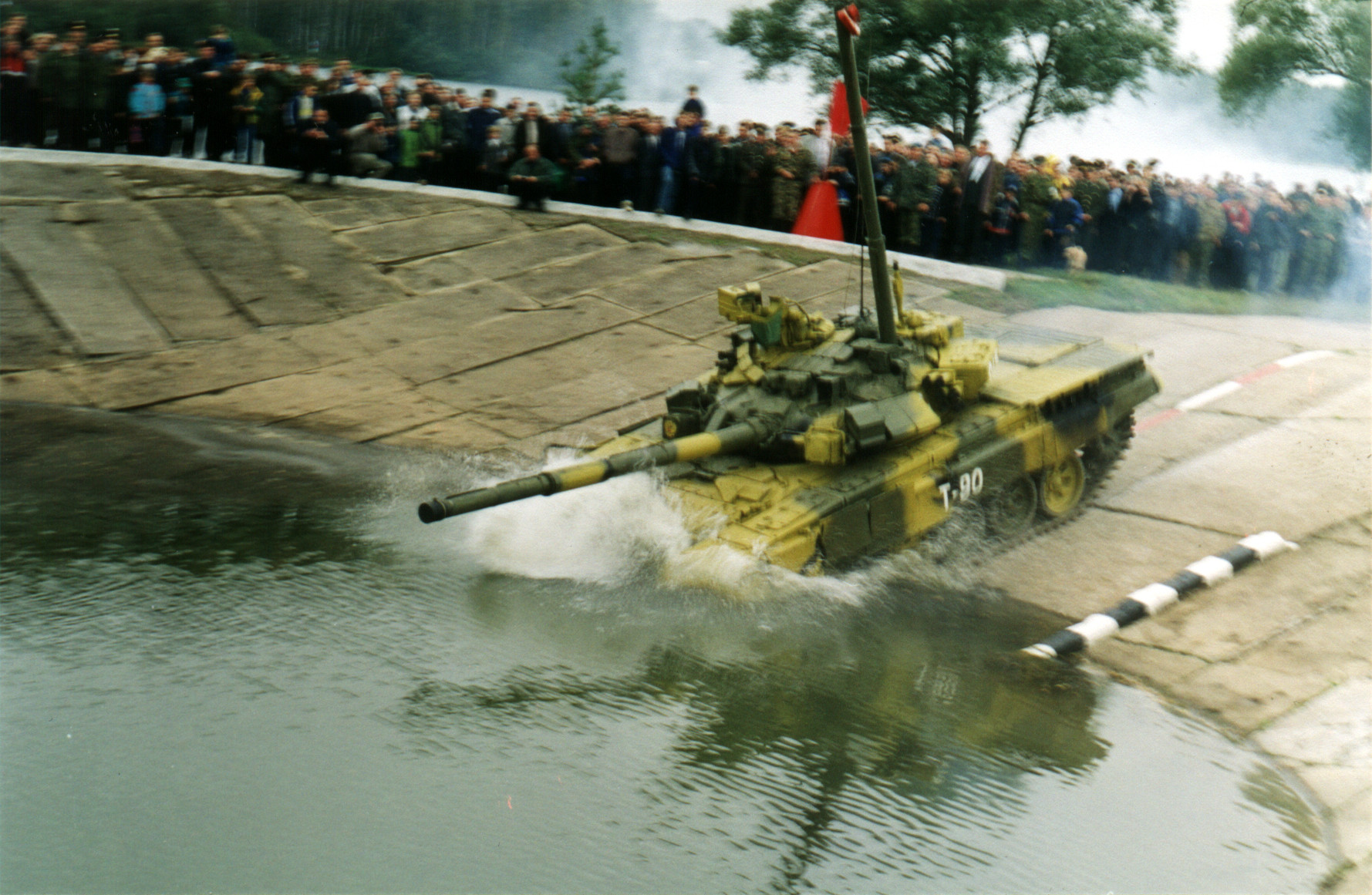
T-90 russo em treinamento

O armamento principal é o canhão 2A46M de 125 mm, estabilizado em dois eixos, coberto por uma luva térmica, e carregado automaticamente. Capaz de disparar uma grande variedade de munições, incluindo a  3BM-44M APFSDS (Armour Piercing, Fin-Stabilized, Discarding Sabot), munição HEAT (High Explosive Anti-Tank) 3BK21B (com revestimento de urânio empobrecido), 3BK29 (com penetração de 800mm) e 3BK29M (com carga tripla) e a 3OF26 HE-FRAG (High Explosive Fragmentation). Este canhão pode disparar mísseis anti-tanque 9M119 Refleks, com alcance de 4 km, guiagem a laser e ogiva de carga oca, capaz de penetrar as blindagens explosivo reativas. Seu armamento inclui ainda uma metralhadora coaxial PKT de 7,62x54mm, com 250 munições (mais 7.000 carregada no blindado) e uma metralhadora NSV ou Kord, 12,7x108mm, controlada remotamente, com 250 munições, para defesa anti-aérea.

### Propulsão

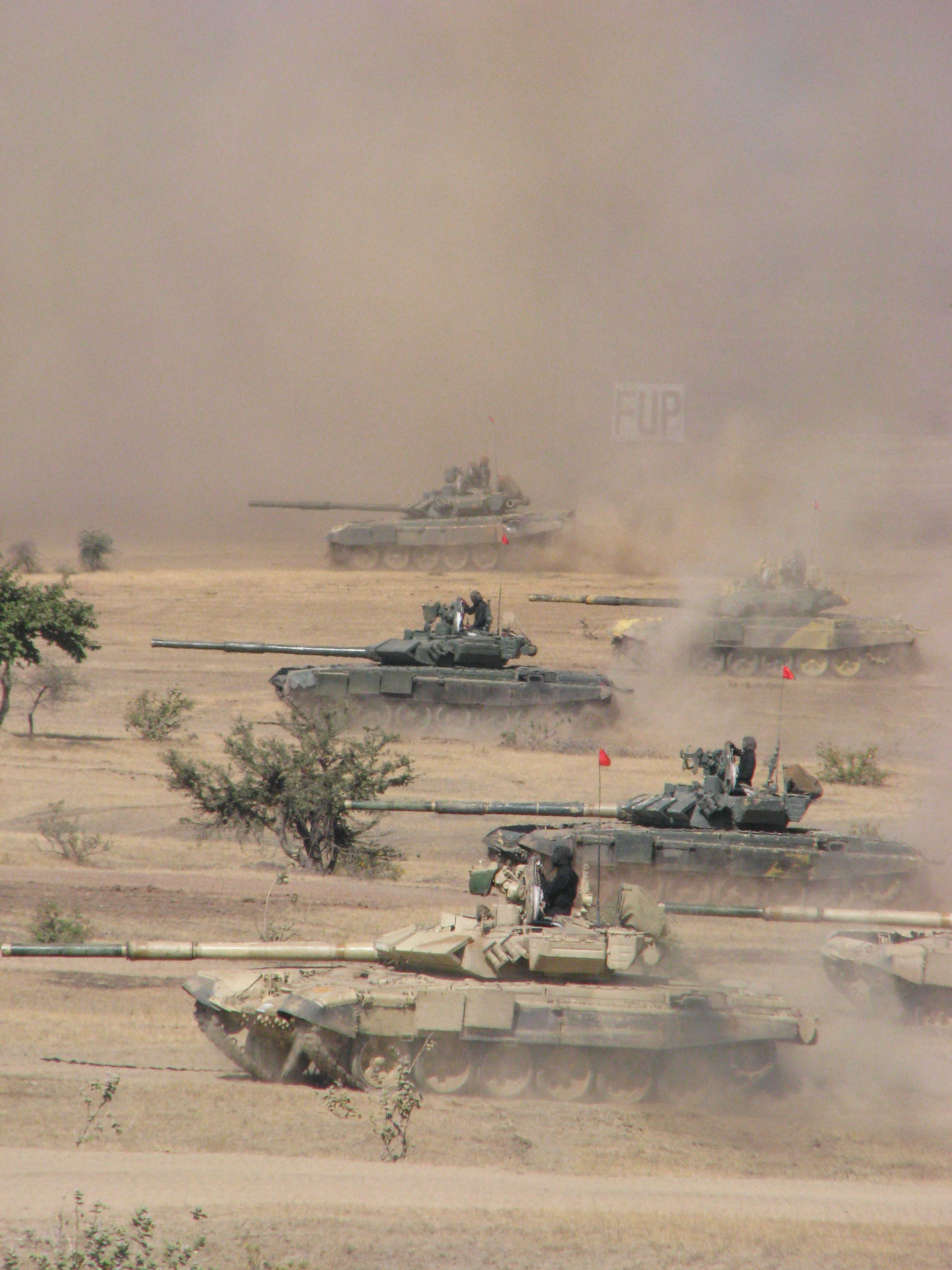
Um grupo de T-90 indianos

A propulsão do T-90 é provida por um motor a diesel V-84MS, de 840 hp, refrigerado a água. O tanque pode carregar até 1.600 litros de combustível, e pode-se adicionar querosene ou benzina ao diesel, sem danos ao motor. Possui um snorkel para travessias de cursos d'água, utilizável por vinte minutos. O Exército russo utiliza há algum tempo a versão T-90S e em fevereiro de 2001 o Exército indiano assinou um contrato para o fornecimento de 310 unidades deste modelo.

### Eletrônica
O T-90 é o mais recente desenvolvimento da série de tanques "T" russos e apresenta maiores poder de fogo, mobilidade e blindagem em relação aos seus predecessores, sendo fabricado pela empresa Nizhnyi Tagil. Equipado com um sistema integrado de controle modelo 1A4GT automático, engloba o sistema de controle de disparo do canhão modelo 1A43, o imageador térmico KO1 com alcance de até 1,5 km e o imageador PNK-4S para o comandante.
O motorista tem à sua disposição um visor noturno infravermelho modelo TVN-5. A blindagem do T-90 é uma combinação do material convencional com material explosivo reativo (ERA). Seu sistema de alerta está a cargo do Shtora-1, composto de jameador infravermelho, quatro detectores de emissões de laser e lançador de granadas fumígenas. Possui equipamento de proteção NBC (nuclear, biológica e química).

### Blindagem

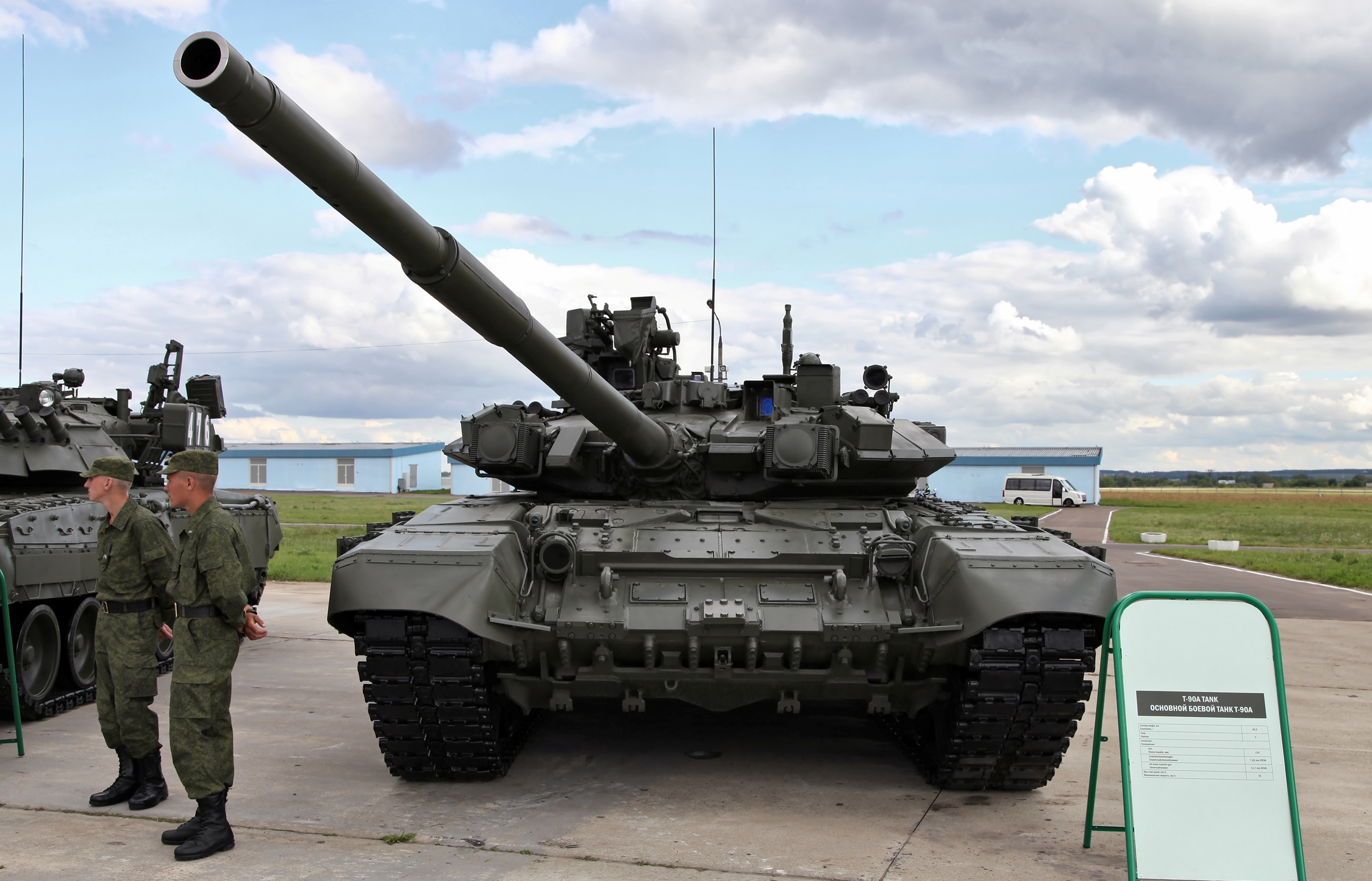
Um T-90A

O T-90 é equipado com "três camadas" de proteção: a primeira camada é a blindagem composta na torre, composta de uma blindagem básica com uma inserção de camadas alternadas de alumínio e de plástico e uma seção de deformação controlada.
O segundo nível é a blindagem reativa explosiva (ERA) de terceira geração que degrada significativamente o poder de penetração de munição cinética APFSDS. Esse tipo de blindagem também está localizados no alto da torre para fornecer proteção contra armas de ataque mais alto.
Pacote em frente a blindagem da torre, além da EEI e chapeamento de aço contém um enchimento composto de Blindagem composta russa entre as placas superior e inferior em aço, os resultados dessa blindagem composta é um menor peso e maior proteção, quando comparado só com aço.
O terceiro nível é um Shtora-1 sistema de contramedidas, produzido por Elektromashina da Rússia. Este sistema inclui dois bloqueadores de infravermelho na parte da frente da torre, quatro receptores de aviso de laser, dois sistemas 3D6 aerossol descarregam um sistema informatizado de controle. O Shtora-1 avisa a tripulação do tanque quando o tanque foi "travado" por uma arma laser de orientação e permite que o grupo enfrentar a ameaça.
O jammer infravermelho, o TShU1-7 EOCMDAS, composto de comando semi-automático de linha de visada (SACLOS - sistema de orientação) de alguns mísseis guiados antitanques. As granadas de aerossol podem ser usados para mascarar o tanque do Telêmetros laser e designadores, bem como a ótica de outros sistemas de armas. Tanques T-90S Indianos não estão equipados com o Shtora-1 sistema de contramedidas.
Além disso, para os sistemas de proteção passiva e ativa, o T-90 é também equipado com proteção contra armas nucleares, biológicas e químicas (equipamento de proteção NBC), varreduras de minas KMT e um sistema de extinção automática de incêndios.
Durante um teste realizado relatado pelo exército russo em 1999, o T-90 foi exposto a uma variedade de RPG, ATGM e munições APFSDS. Quando equipado com Kontakt-5 ERA o T-90 não poderia ser penetrado com qualquer um dos APFSDS ou ATGM utilizado durante o treinamento e superou o T-80U, que também participou.

## Variantes
- T-90K – tanque de comando.[65][66]

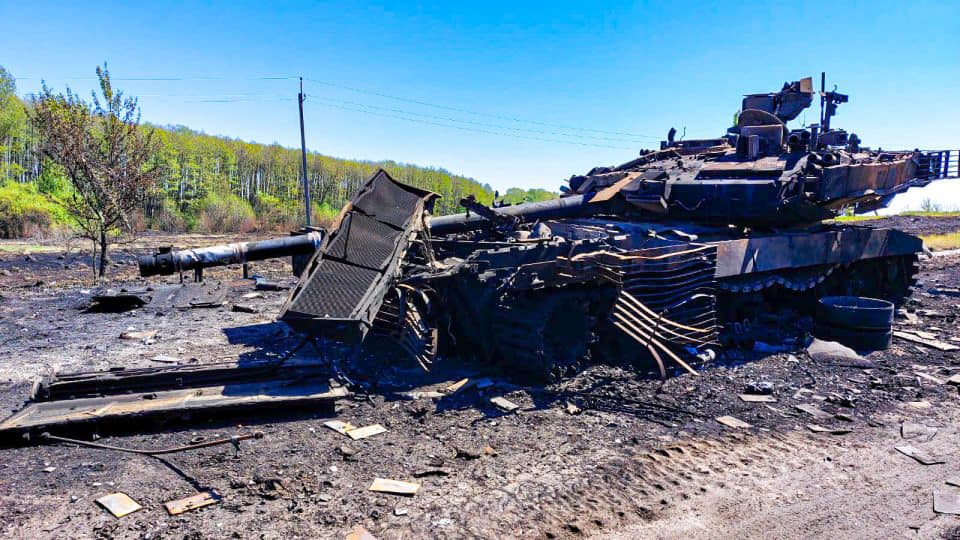
Um T-90M russo destruído na Ucrânia, em junho de 2022

- T-90S – variante de exportação (por vezes referido como o T-90E), movido por um motor diesel, o desenvolvimento de 1000 cavalos de potência.
- T-90SK – variante comando de exportação.
- T-90 – Bhishma ou Bheeshma. É uma licença de construção variante em serviço com o exército indiano. Ela não tem Shtora sistema de contramedidas, mas mantém a capacidade ATGM 9K119 Reflec. Também é alimentado pelo motor diesel 1000hp.
- MTU-90 bridgelayer. Ele é projetado para lançar pontes entre trincheiras e obstáculos de água em condições de combate.
- T-90A – variante melhorada do Exército russo, equipado com um motor diesel, o desenvolvimento de 1 000 cv. Tem também algumas pequenas melhorias comparando com o modelo original.[67]
- T-90M – é a versão mais atual do T-90A.[68] As principais características incluem a modernização do antigo design da torre, que é equipado com o novo sistema de controle de disparo avançado "Kalina" (com informações de combate integradas e sistemas de controle), blindagem melhorada no carrossel de munição e um canhão atualizado 2A46M-5, bem como uma arma antiaérea de controle remota "UDP T05BV-1".[69] Outras melhorias inclui um novo motor V-92S2F de 1130 hps,[70] um melhorado sistema de controle ambiental e sistemas de navegação por satélite mais aprimorados.